# A Royal Scandal
A Royal Scandal is een Amerikaanse filmkomedie uit 1945 onder regie van Otto Preminger en Ernst Lubitsch. Het scenario is gebaseerd op het toneelstuk Die Zarin (1912) van Hongaarse auteurs Lajos Biró en Menyhért Lengyel.

## Verhaal
Catharina de Grote wordt verliefd op een knappe legerofficier. Ze weten evenwel niet dat hij een staatsgreep heeft geraamd. Als ze achter de waarheid komt, laat ze de officier uit medelijden toch ontsnappen. Hij gaat ervandoor met zijn ware liefde.

## Rolverdeling
| Acteur            | Personage                 |
| ----------------- | ------------------------- |
| Tallulah Bankhead | Catharina de Grote        |
| Charles Coburn    | Kanselier Nicolai Ilyitch |
| Anne Baxter       | Gravin Anna Jaschikoff    |
| William Eythe     | Luitenant Alexei Chernoff |
| Vincent Price     | Markies de Fleury         |
| Mischa Auer       | Kapitein Sukov            |
| Sig Ruman         | Generaal Ronsky           |
| Vladimir Sokoloff | Malakoff                  |
| Mikhail Rasumny   | Dronken generaal          |